# Filip Hlohovský
Filip Hlohovský (* 13. června 1988, Handlová, Československo) je slovenský fotbalový záložník, od ledna 2018 hráč jihokorejského klubu Daejeon Citizen FC. Hraje na křídle.
V sezóně 2016/17 stal s 20 vstřelenými góly nejlepším kanonýrem slovenské nejvyšší ligy (společně s guinejským záložníkem Seydoubou Soumahem).

## Klubová kariéra
Svou fotbalovou kariéru začal v HFK Prievidza, odkud v průběhu mládeže přestoupil do FK AS Trenčín.

### FK AS Trenčín
V roce 2007 se propracoval do prvního mužstva, kde předváděl kvalitní výkony. V sezoně 2010/11 postoupil s klubem do nejvyšší soutěže. Celkem za tým během svého působení odehrál 149 zápasů, ve kterých vstřelil 31 gólů.

### ŠK Slovan Bratislava
V létě 2012 po 9 letech klub opustil a přestoupil do Slovanu Bratislava, kde podepsal čtyřletý kontrakt. V sezóně 2012/13 získal se Slovanem Bratislava „double“, tzn. ligový titul a triumf v domácím poháru. V sezóně 2013/14 ligový titul se Slovanem obhájil. Za tým odehrál dohromady 43 zápasů a vstřelil 10 gólů.

### FK Senica
V červenci 2014 se dohodl na dvouletém kontraktu s klubem FK Senica. Ve slovenské nejvyšší soutěži za Senici debutoval pod trenérem Pavlem Hapalem v ligovém utkání 1. kola 12. července 2014 proti TJ Spartak Myjava (výhra Senice 1:0), odehrál 80 minut. První gól za Senici vstřelil v ligovém utkání 2. kola 19. července 2014 proti FK Dukla Banská Bystrica (remíza 2:2). 9. 11. 2014 v 17. kole nejvyšší soutěže porazil se svým mužstvem po více než čtyřech letech v lize Slovan Bratislava.

### MŠK Žilina
V září 2015 přestoupil ze Senice do týmu MŠK Žilina, vicemistra ze sezóny 2014/15 Fortuna ligy. Opačným směrem putoval Michal Klec. O hráče měl zájem trenér Adrián Guľa, který jej znal z působení v Trenčíně.
V sezóně 2016/17 Fortuna ligy získal se Žilinou titul. Zároveň se stal s 20 vstřelenými góly nejlepším kanonýrem ročníku (dělené prvenství společně se Seydoubou Soumahem ze Slovanu Bratislava). Byl také vyhlášen nejlepším hráčem Fortuna ligy 2016/17.

### Seongnam FC
V červenci 2017 opustil Slovensko a vydal se za angažmá do Jižní Korey. Posílil tamní druholigový klub Seongnam FC. V týmu odehrál 16 ligových utkání a vstřelil čtyři branky, klub se sice probojoval do play-off, avšak postup do nejvyšší jihokorejské ligy se nezdařil.

### Daejeon Citizen FC
17. ledna 2018 změnil v rámci Jižní Korey působiště, přestoupil do jiného druholigového klubu Daejeon Citizen FC, jenž skončil v sezóně 2017 na posledním 10 místě tabulky (ze druhé ligy se nesestupovalo). Kontrakt podepsal na rok s opcí na další sezónu (hranou systémem jaro–podzim).

## Reprezentační kariéra
V lednu 2017 jej trenér Ján Kozák nominoval do slovenské reprezentace složené převážně z ligového výběru pro soustředění ve Spojených arabských emirátech, kde mužstvo Slovenska čekaly přípravné zápasy s Ugandou a Švédskem. Debutoval 8. ledna v Abú Zabí proti Ugandě (porážka 1:3) a byl i u vysoké prohry 0:6 12. ledna proti Švédsku.